# Cristina Valls Aguiló
Cristina Valls Aguiló (Palma, 12 d'octubre de 1901 - Palma, 3 de setembre de 1982) fou una actriu mallorquina.

## Biografia
Filla de Joan Valls i Catalina Aguiló, argenters, passà la infantesa a Palma. Rebé educació de la mà d'algunes mestres de la ciutat, alhora que ajudava en el taller familiar.
La seva mare enviudà i per tirar endavant obrí una lleteria al centre de Palma. Tanmateix, s'hi calà foc i, com que no pogueren fer front als deutes, hagueren de tancar. Acabada la Primera Guerra Mundial, retornaren a l'ofici d'argenters, mentre Cristina aprenia a cosir amb l'ajut d'una veïna. Més tard aniria a l'Escola d'Arts i Oficis, on va aprendre a fer patrons.

## Carrera teatral
El 1910 trepitjà per primera vegada un escenari gràcies al teatre d'Es Racó de Plaça, del qual Tomàs Aguiló, el seu oncle, n'era el director escènic. Per Nadal representaren Entre el deber y el derecho, d'Antonio Hurtado Valhondo i ella interpretà el paper d'Angelina. Al 1918 feu el paper de reina Constança a La campana de l'Almudaina, de Joan Palou.
Amb els seus germans entrà a l'Orfeó Mallorquí; durant molts d'anys recità a Palma cada 31 de desembre —en la celebració de la conquesta de Mallorca— el poema «Sa colcada», de Pere d'Alcàntara Penya. Va conèixer aleshores el que es convertiria en el seu marit l'any 1928, l'empresari i actor teatral Joan Estelrich Frau. Juntament amb ell i la seva germana Catina fundaren el 1927 la companyia Catina-Estelrich, en la qual treballarien, entre d'altres, amb Xesc Forteza. Després de quatre anys de matrimoni van tenir el primer fill. El 1940 tindrien la segona filla.
Debutà el 7 de setembre de 1927 a Banyalbufar, amb La casa de Quirós (1927), de Carlos Arniches i anà alternant obres en castellà amb peces d'autors mallorquins. Acompanyada del baríton Jaume Riutort i de la seva germana, Cristina Valls cantava de vegades algunes romances durant els descansos o al final de les representacions. L'any 1929 sorgí un entrebanc per a la companyia, quan es promulgà la «llei del teló metàl·lic», que prohibia tota classe de representacions teatrals en escenaris que no estiguessin equipats amb aquest tipus de teló, i la companyia es dissolgué. però fins aleshores, al 1938, havia anat alternant les actuacions a Palma –al Teatre Principal, al Teatre Balear, al Teatre Victòria de Santa Catalina, al Teatre Líric, al Saló Mallorca...– amb d'altres a altres poblacions de Mallorca, on era esperada amb molta expectació, com ara el Teatre Defensora Sollerense, el Teatre Principal de Llubí, el Teatre Argentí d'Andratx, el Teatre París Alegre de Llucmajor, al Teatre Principal de Santanyí i el de Sa Pobla… Fins al 1948 Cristina Valls no tornà als escenaris; ho feu amb la representació d'El tio de l'Havana, de Josep Maria Tous i Maroto, i Nit de Nadal, de Guillem Colom.
També formaria part de les següents companyies: l'Agrupació Declamatòria Palmesana, la Penya Artística i la Companyia de Teatre Regional, que després s'anomenà Artis. Amb totes representà un bon grapat d'obres. La seva popularitat arribà a ser tal, que Aina Villalonga escriví El rebeinét expressament per a ella. Artis representaria aquesta mateixa obra el 1952 com a homenatge a Cristina. El setembre de 1963 interpretà amb l'Artis al Teatre Romea de Barcelona el paper de Sor Candelària d'Un senyor damunt un ruc, de Joan Mas. El 1968 es retirà de l'escena interpretant el paper de Senyora a Siau benvingut, d'Alexandre Ballester. Es va retirar de l'escena el 1968.

## Reconeixement i memòria
En temps difícils Cristina Valls, juntament amb els seus germans, contribuí a mantenir l'ús de la llengua catalana sobre els escenaris de Mallorca. Al llarg dels anys fou homenatjada en diferents ocasions: l'any 1952 a Llucmajor i al teatre Principal de Palma, el 1970 al Círculo Cultural Medina de Palma, al 1972 al Teatre Principal de Maó i al Club Nàutic de Palma... El 20 de desembre de 1971 el Ple Municipal de Ciutat li atorgà la Medalla de Plata de Ciutat per la seva trajectòria artística.
Gabriel Janer Manila publicà el 1975 Implicació social i humana del teatre. Biografia apassionada de Cristina Valls, que recull gran part de la seva vida teatral; es reedità el 1997 amb noves aportacions documentals (fotografies, cartells de l'època o nous articles i conferències).